# Hässelby strand (tunnelbanestation)
Hässelby strand är en tunnelbanestation längs Stockholms tunnelbana. Den är nordvästlig ändstation för gröna linjen (linje 19) och ligger efter Hässelby gård. Den ligger 18,6 kilometer från station Slussen. och invigdes den 18 november 1958.
Premiärtåget, skyltat "invigningståg", avgick klockan 13.28 från Bagarmossens station, som också invigdes denna dag. Tåget var både fram och bak snyggt prytt med 6 flaggor i ett knippe. De 320 inbjudna, med borgarråden Helge Berglund och Erik Huss i spetsen, blev bjudna på kaffe under färden. Tågförare var Karl Johan Gustavsson som var spårvägens äldsta förare. Han fick hjälp av Albert Johansson att köra premiärtåget. Ernst Knut Karlsson var tågvakt och skötte dörrarna. Tåget gick först till Farsta. Klockan 14.12 bar det av mot Hässelby strand med enda uppehåll vid T-Centralen. Efter en kort paus avgick så premiärtåget från Hässelby strand klockan 15.24 till Högdalshallen. De inbjudna gästerna åkte med detta tåg genom praktiskt taget hela det dåtida tunnelbanenätet.
Dagen efter, onsdagen den 19 november 1958, klockan fem på morgonen öppnades banan till Hässelby strand för trafik.
Hässelby strands tunnelbanestation har plattform utomhus, mellan Maltesholmsvägen och Persikogatan och entré i söder från Fyrspannsgatan 171.
Biljetthall och gångramp utsmyckades konstnärligt 2000 med Christian Partos verk Teleporteringar i klinkermosaik och mönster i cementmosaik. 
År 2012 påbörjades bygget av det nya huset där ingången till tunnelbanan ligger (2016).  Under bygget användes en tillfällig ingång från Persikogatan som togs i bruk oktober 2013. Samma dag stängdes den ingång stationen haft sedan invigningen. I juni 2015 öppnades den nya ingången till biljetthallen som ligger mitt i det nya huset. I den nya biljetthallen fick stationen glasspärrar. 
Stationen är öppen 10 minuter innan första tåget anländer fram till 10 minuter efter sista avgången. Fredag morgon till söndag kväll är stationen öppen dygnet runt.

## Bilder

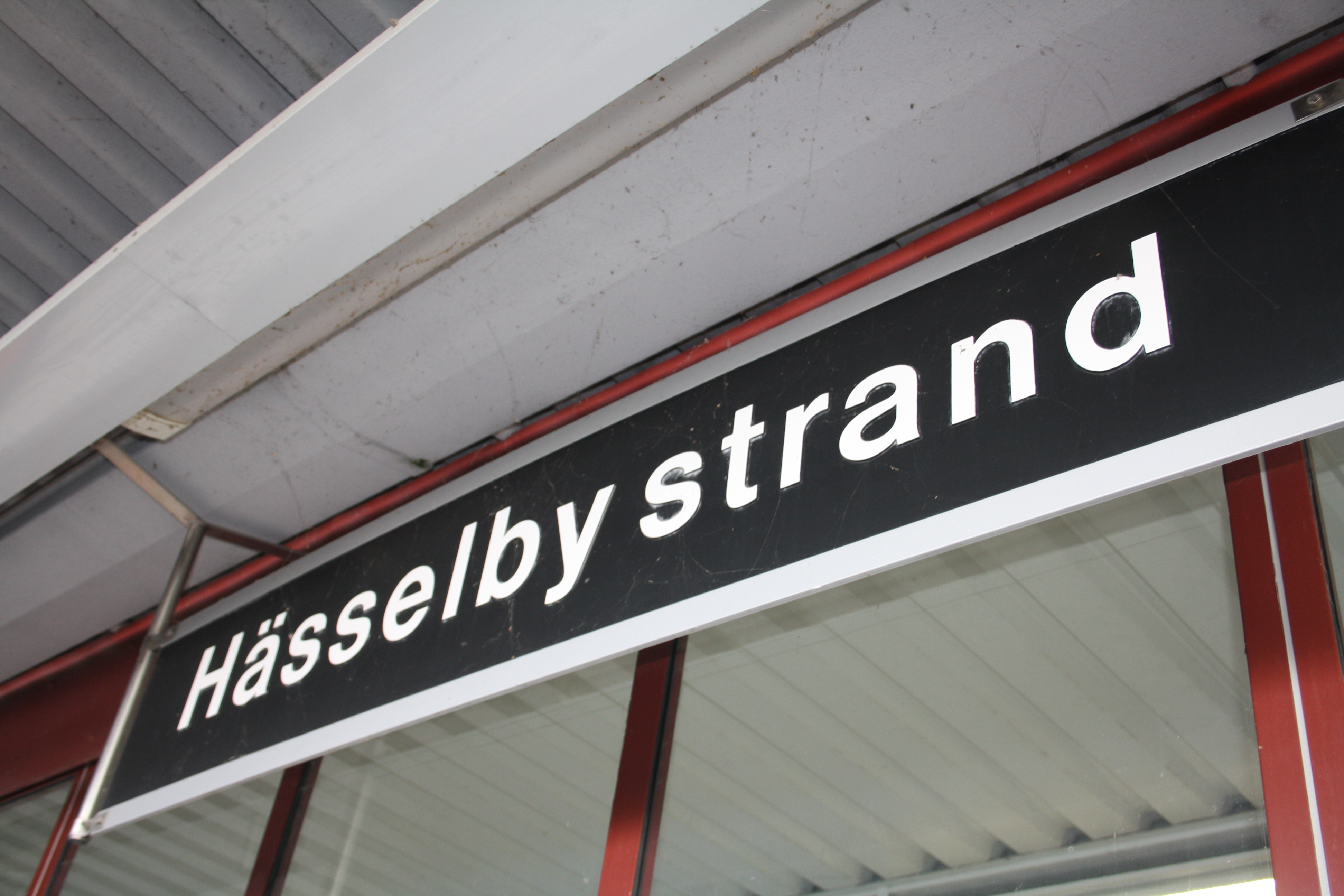
Stationsskylt
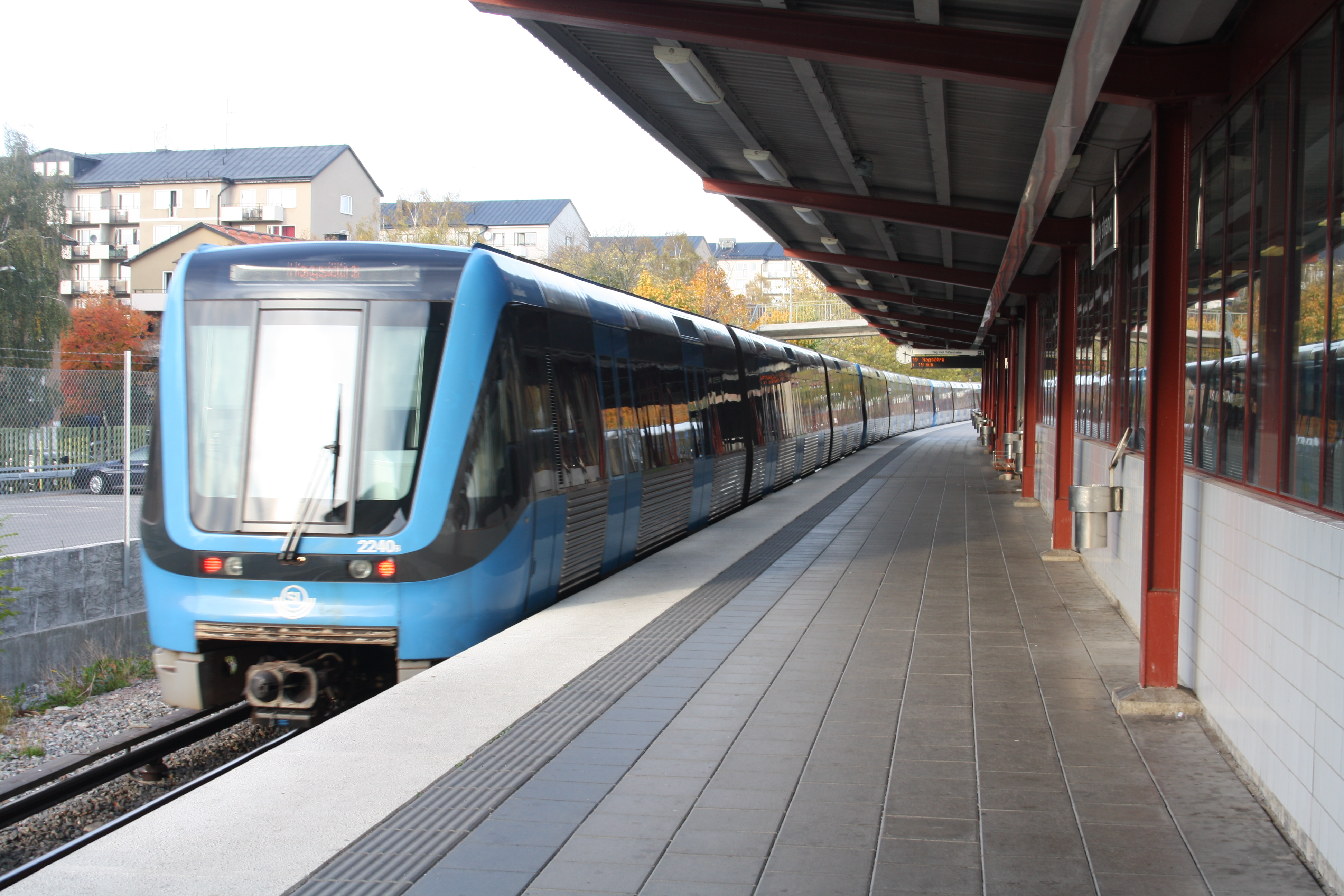
Perrongen
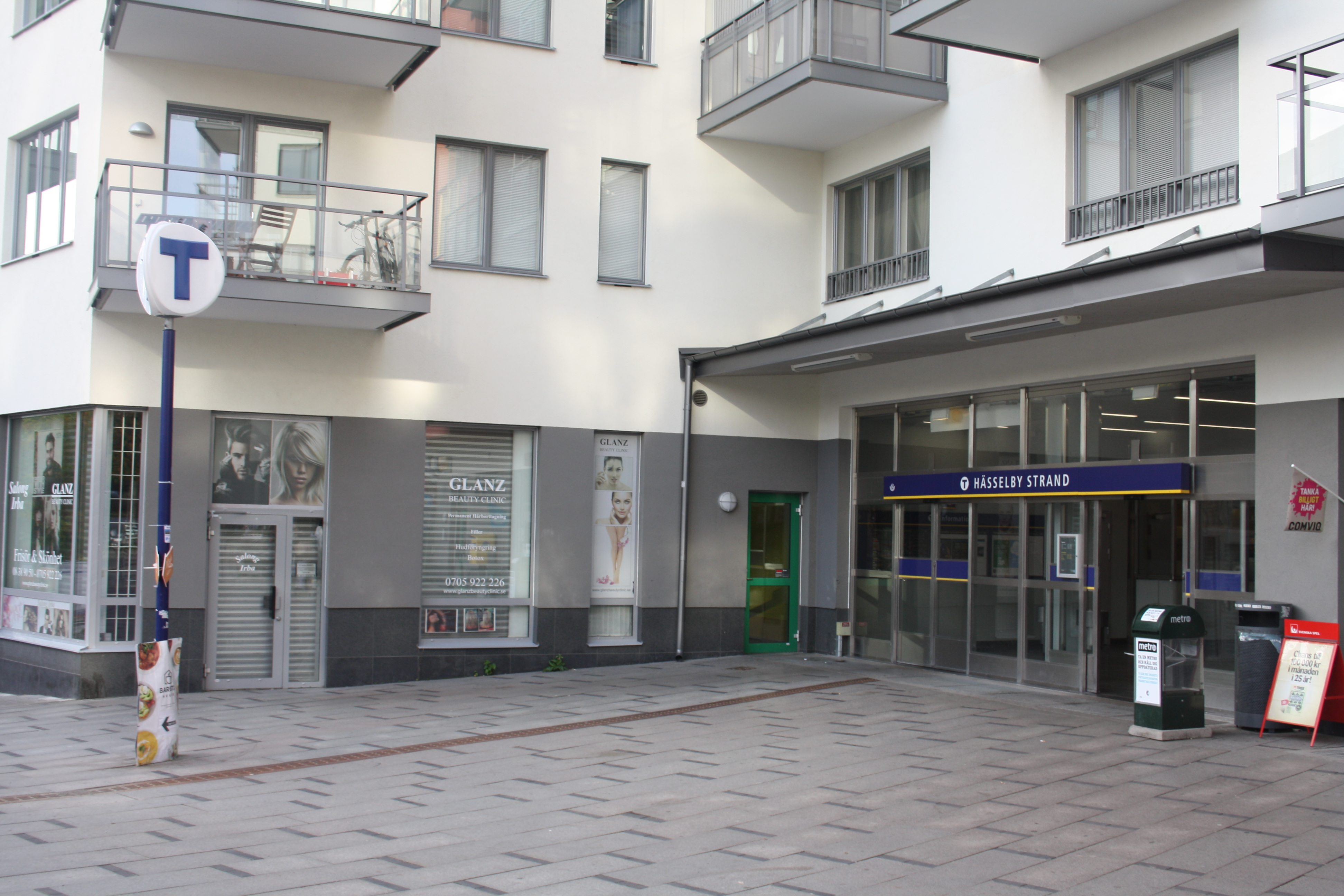
Ingång
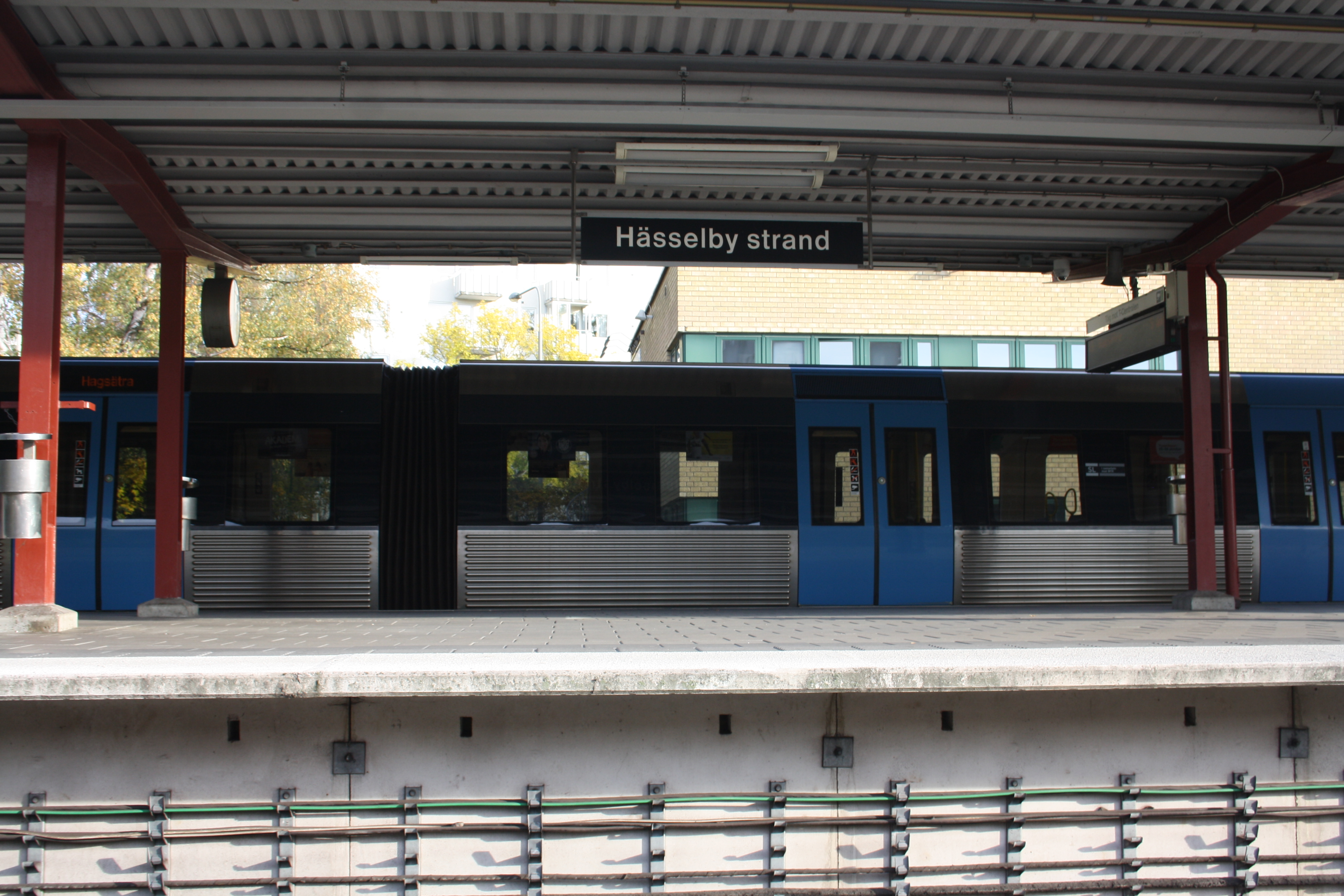
Perrongen
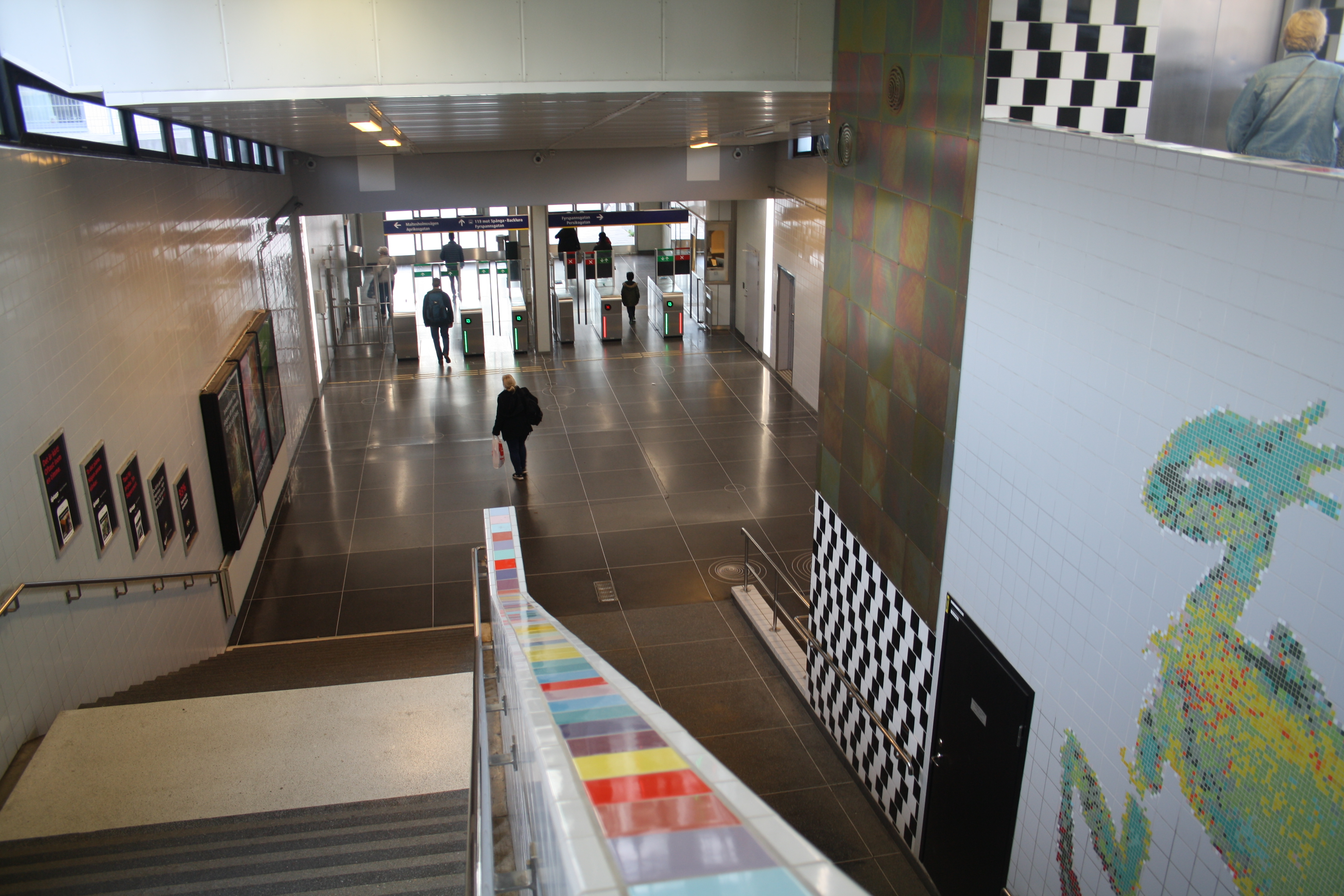
Uppgången
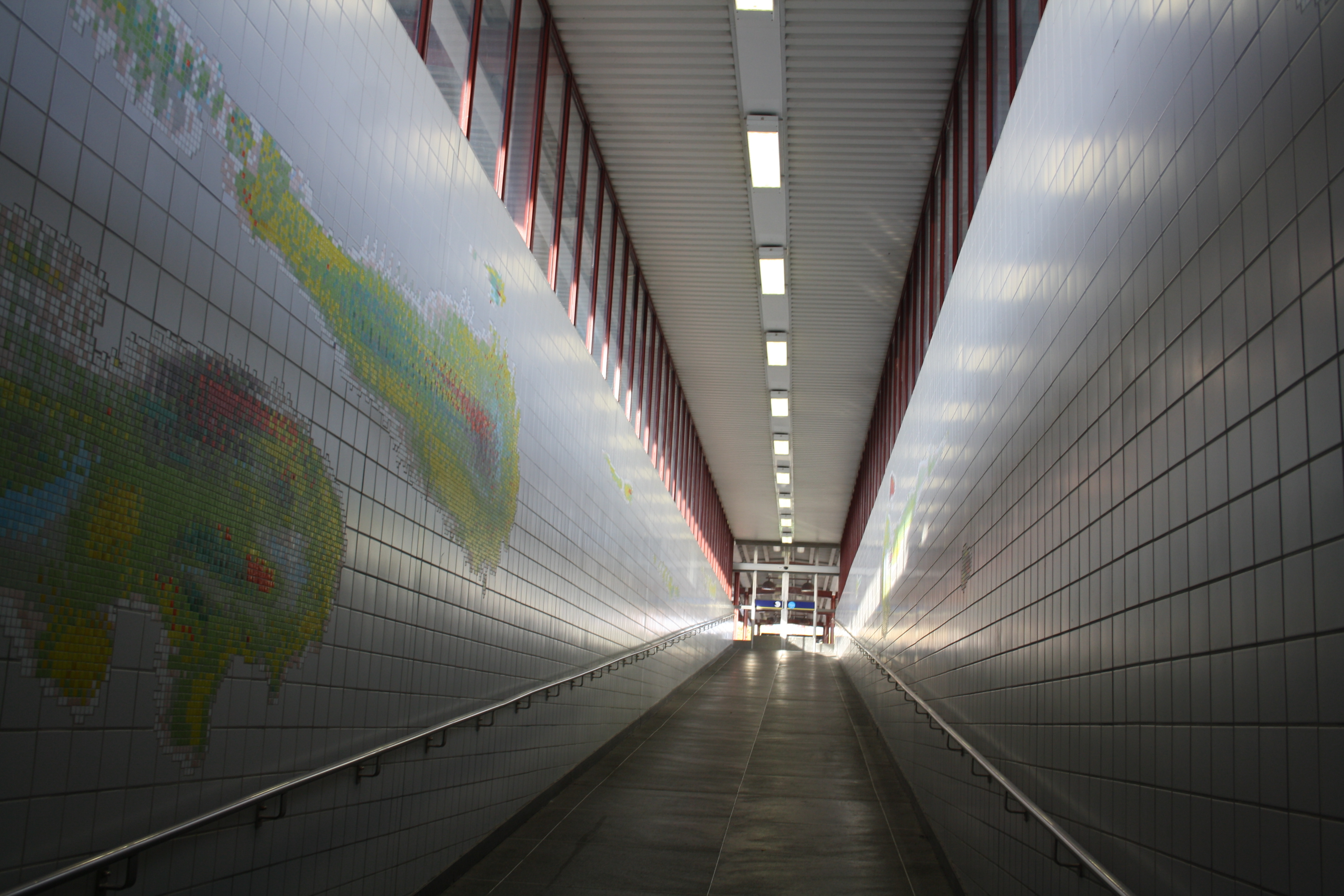
Uppgången
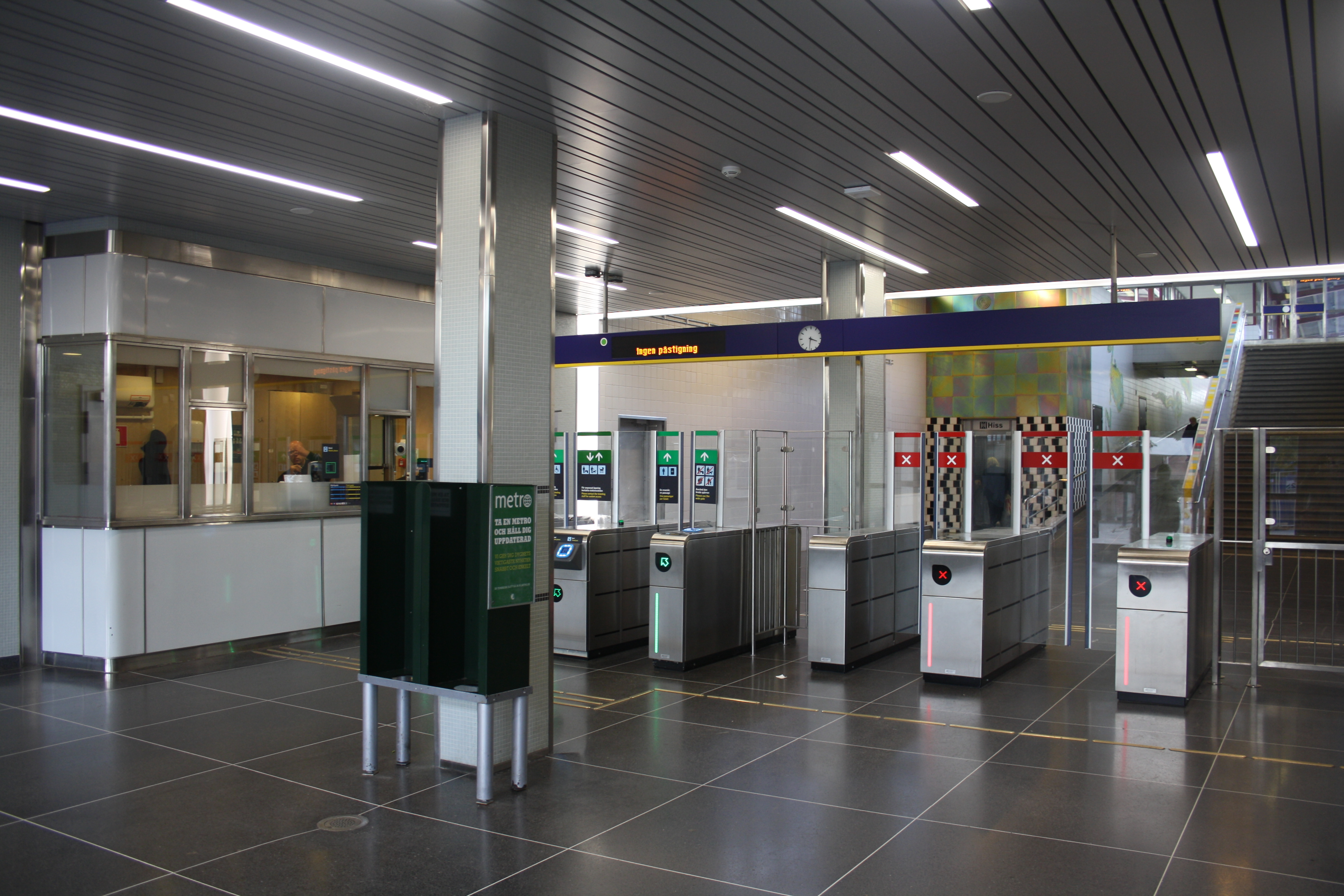
Biljetthallen